# Sufetula choreutalis
Sufetula choreutalis là một loài bướm đêm trong họ Crambidae.